# 莫爾特克鎮區 (密歇根州)
莫爾特克鎮區（英語：Moltke Township）是位於美國密歇根州普雷斯克艾爾縣的一個行政鎮區。

## 地方資料
莫爾特克鎮區的面積為88.00平方千米，當中陸地面積為88.00平方千米，而水域面積為0.00平方千米。根據2020年美國人口普查的數據，當地共有人口291人，而人口密度為每平方千米3.31人。